# فندقلو (میانه)
فندقلو یکی از روستاهای استان آذربایجان شرقی، شهرستان میانه، بخش کندوان، دهستان کندوان است.

## جمعیت
در سرشماری سال ۱۳۹۰ جمعیت این روستا ۴۰۹ نفر (۱۳۱ خانوار) اعلام شد.